# Fem söker en skatt (film)
Fem söker en skatt är den svenska titeln på en brittisk film från 1957 baserad på romanen Fem söker en skatt en ungdomsbok av Enid Blyton skriven 1942.  Det var den första boken i Fem-böckerna.
Fem söker en skatt var den första av romanernas om de Fem som filmades. Det var en filmserie i 8 delar som producerades 1957, regisserad av Gerald Landau. Enid Blyton hjälpte själv till med att spela in filmen. Den spelades in i Dorset, Storbritannien, vid Corfe Castle, i byn Corfe Castle, på Jurassic kusten , i grottan Lulworth Cove och Stair Hole nära Lulworth Cove. De senare  var landningsplats på Kirrin Island för roddbåten i filmen.  Antikaffären från början av filmen filmades på Oliver's på 5 West Street, Corfe Castle i Dorset, Storbritannien.

## Handling
Julian, Dick och Anne kan inte åka på sommarsemester till Polseath. Då blir de inbjudna att tillbringa sommaren i Kirrin Cottage. Där träffade de sin kusin Georgina, en vresig och svår flicka, som vill vara pojke. Hon svarar bara om man kallar henne George. Kusinerna blir vänner och George presenterar dem för sin hund Timothy (Timmy), som bor med fiskarpojken Jan. Barnen ror över till Kirrin Island. På vägen visar Georg vraket efter ett fartyg som ägts av hennes farfars farfar. Så startar äventyret i boken

## Medverkande
- Rel Grainer - George
- Richard Palmer - Julian
- Gillian Harrison - Anne
- John Bailey - Dick
- Daga - Hunden Timothy
- Robert Cawdron - Luke Undown
- Nicholas Bruce - Jim
- Peter Burton - Quentin Kirrin
- Iris Russell - Margaret Kirrin
- Robert Dean - Kommendörkapten Mainbridge
- John Charlesworth - Jan
- Rufus Cruickshank - Kapten Zachary (som Rufus Cruikshank)